# Myricaria schartii
Myricaria schartii är en tamariskväxtart som beskrevs av I.T. Vassilczenko. Myricaria schartii ingår i släktet klådrissläktet, och familjen tamariskväxter. Inga underarter finns listade.